# Ignaz Brüll

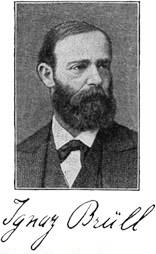

Ignaz Brüll (Prostejov, Morávia, 7 de novembro de 1846 — Viena, 17 de novembro de 1907) foi um pianista e compositor austríaco.
Estudou piano com Julies Epstein e composição com Felix Otto Dessoff e Johann Rufinatscha. Seu primeiro sucesso significativo como compositor foi a Primeira Serenata para Orquestra.
Apresentou-se como concertista em Praga, Berlim, Munique, Dresden e Leipzig, entre outras. A sua segunda ópera, 'Das goldene Kreuz' ('A Cruz de Ouro'), representada em Berlim em 1875, foi muito bem recebida pelo público.
Em 1878 e novamente em 1881 esteve na Inglaterra, onde se apresentou várias vezes como pianista, ao mesmo tempo em que recebia elogios por sua ópera, representada em Londres em março de 1878.
Em sua residência, em Viena, tinha como visitantes personalidades musicais como Brahms, Mahler, Fuchs, e outros. É autor de dois Concertos para Piano e Orquestra, do balé 'Ein Märchen aus der Champagne', de três Aberturas, e de música de câmara. Para piano solo, compôs uma Sonata, quatro Suítes, além de várias peças menores.
Por ser judeu, teve suas composições discriminadas durante o regime nazista, até que veio a cair em um esquecimento não merecido.